# Вакаяма (префектура)
Вакая́ма (яп. 和歌山県 Вакаяма-кэн) — префектура, занимающая южную часть полуострова Кии в регионе Кинки острова Хонсю в Японии. Административный центр — город Вакаяма. Площадь префектуры составляет 4726,29 км², население — 972 123 человека (1 августа 2014), плотность населения — 205,68 чел./км².

## География
Префектура Вакаяма находится на юге и юго-востоке полуострова Кии на берегу Внутреннего Японского моря, побережье тянется 600 км. 
К северу находится префектура Осака, к северо-востоку — префектура Нара. К востоку от префектуры Вакаяма находится префектура Миэ. 
Весь полуостров изрезан горами, большие города расположены преимущественно на побережье. В целом префектура менее населена, чем окрестные районы, почти треть населения проживает в городе Вакаяма.

## Административно-территориальное деление
В префектуре Вакаяма расположено 9 городов и 6 уездов (20 посёлков и одно село).

### Города
Список городов префектуры:
- Арида;
- Вакаяма — административный центр[2];
- Гобо;
- Иваде;
- Кайнан;
- Кинокава;
- Сингу;
- Танабэ;
- Хасимото.

### Уезды
Посёлки и сёла по уездам:
- Кайсо;
  - Кимино;
- Ито;
  - Кацураги;
  - Коя;
  - Кудояма;
- Арида;
  - Аридагава;
  - Хирогава;
  - Юаса;
- Хидака;
  - Инами;
  - Минабе;
  - Михама;
  - Хидака;
  - Хидакагава;
  - Юра;
- Нисимуро;
  - Камитонда;
  - Сирахама;
  - Сусами;
- Хигасимуро;
  - Китаяма;
  - Кодзагава;
  - Кусимото;
  - Натикацуура;
  - Тайдзи.

## Культура
Гора Коя в районе Ито является центром школы Сингон японского буддизма. Здесь находится один из первых буддийских храмов в Японии, который является центром массового паломничества. На горе расположено множество храмов в сосновых лесах.
На юге префектуры расположены святилища Кумано.

## Туризм

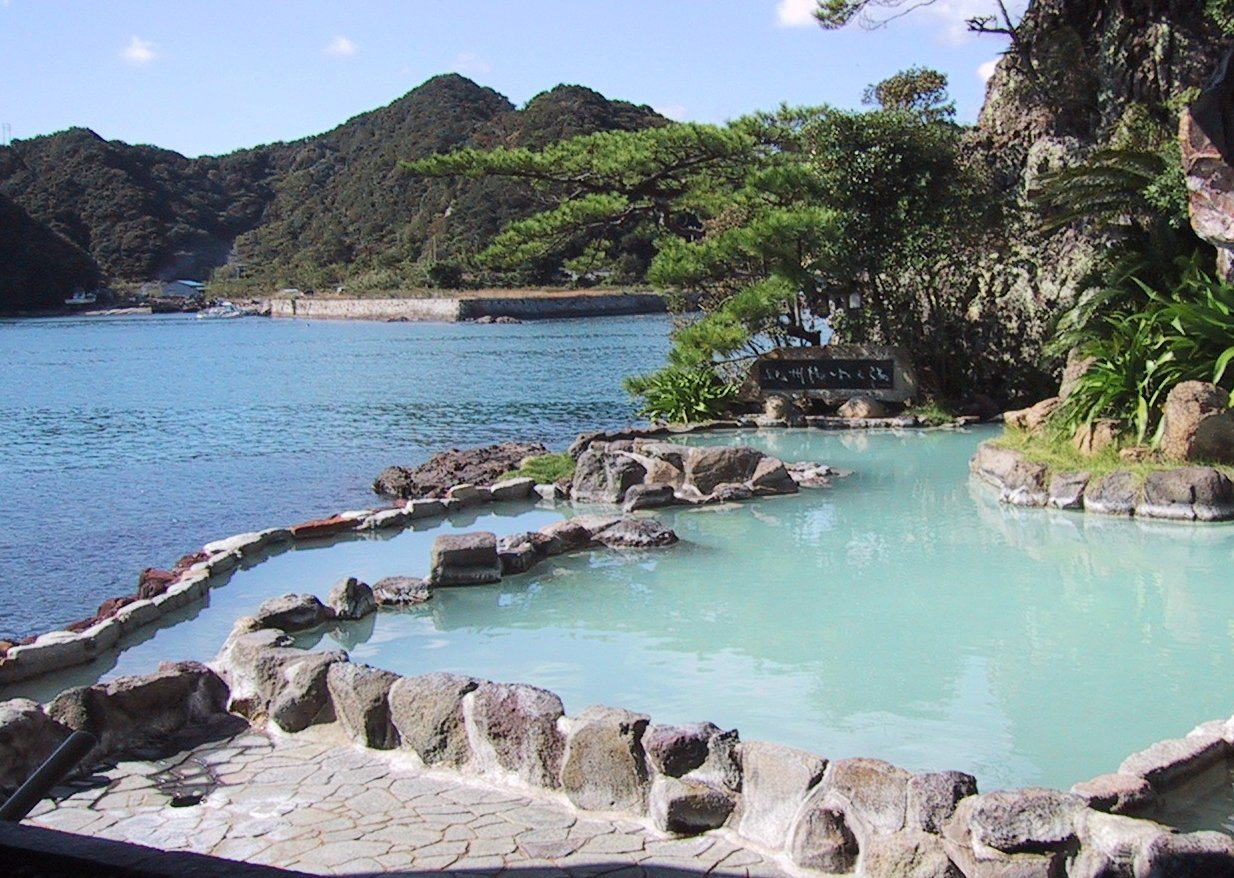
Онсэн в Натикацуре
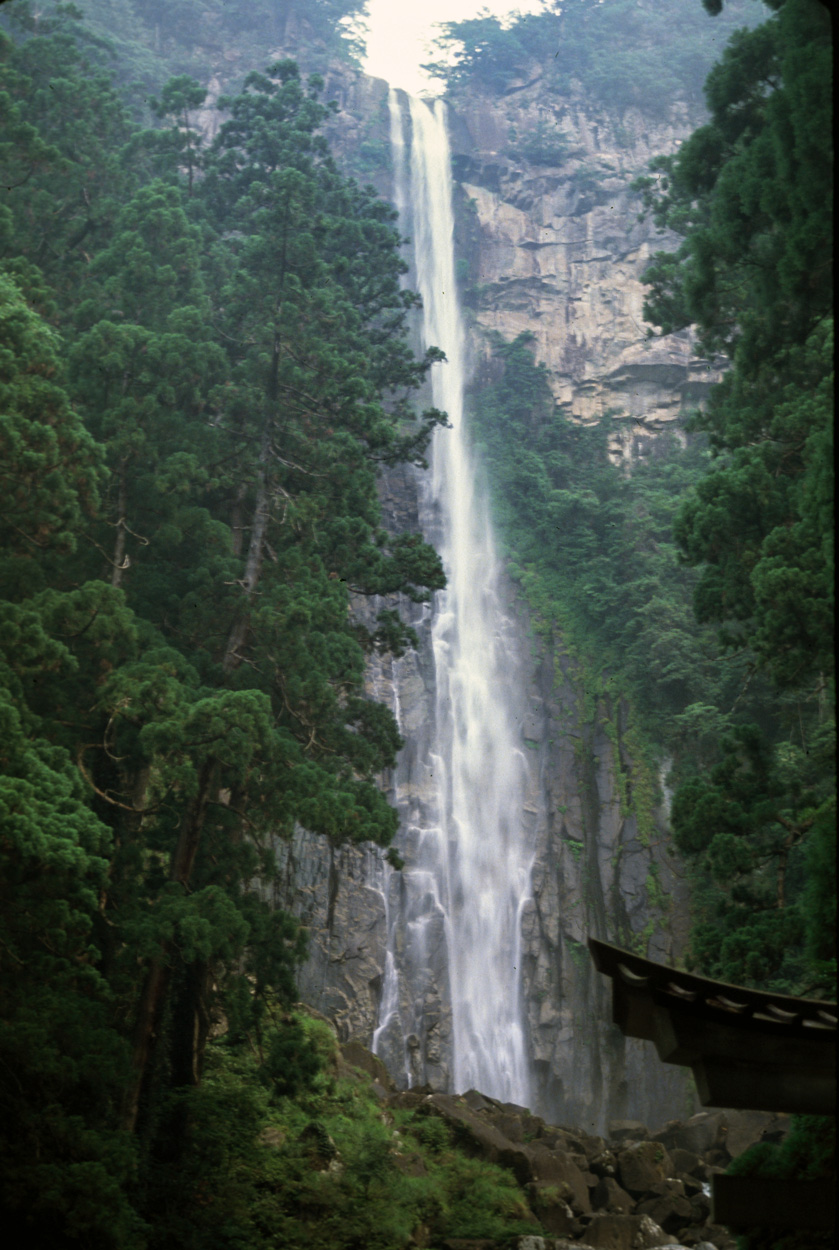
Водопад Нати
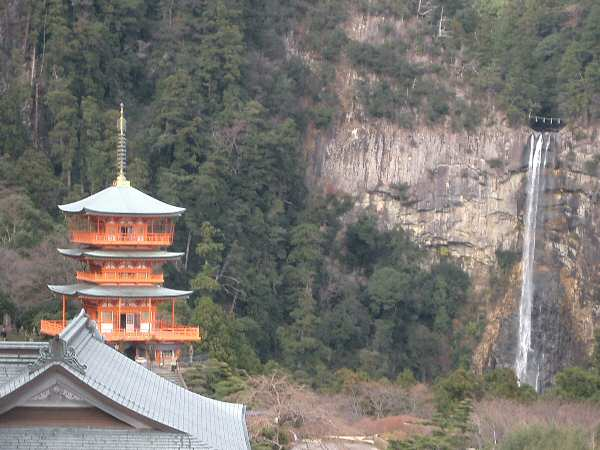
Водопад Нати

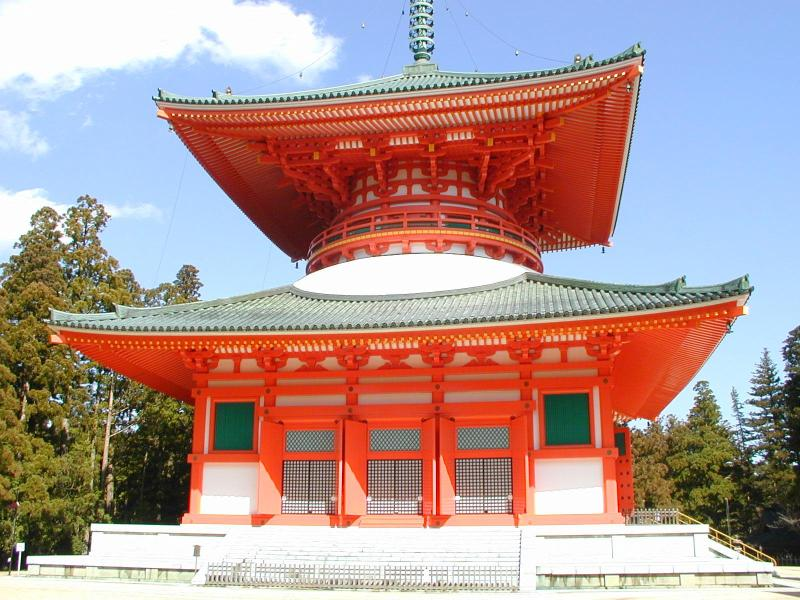
Компон Дайдо (Коя-сан)
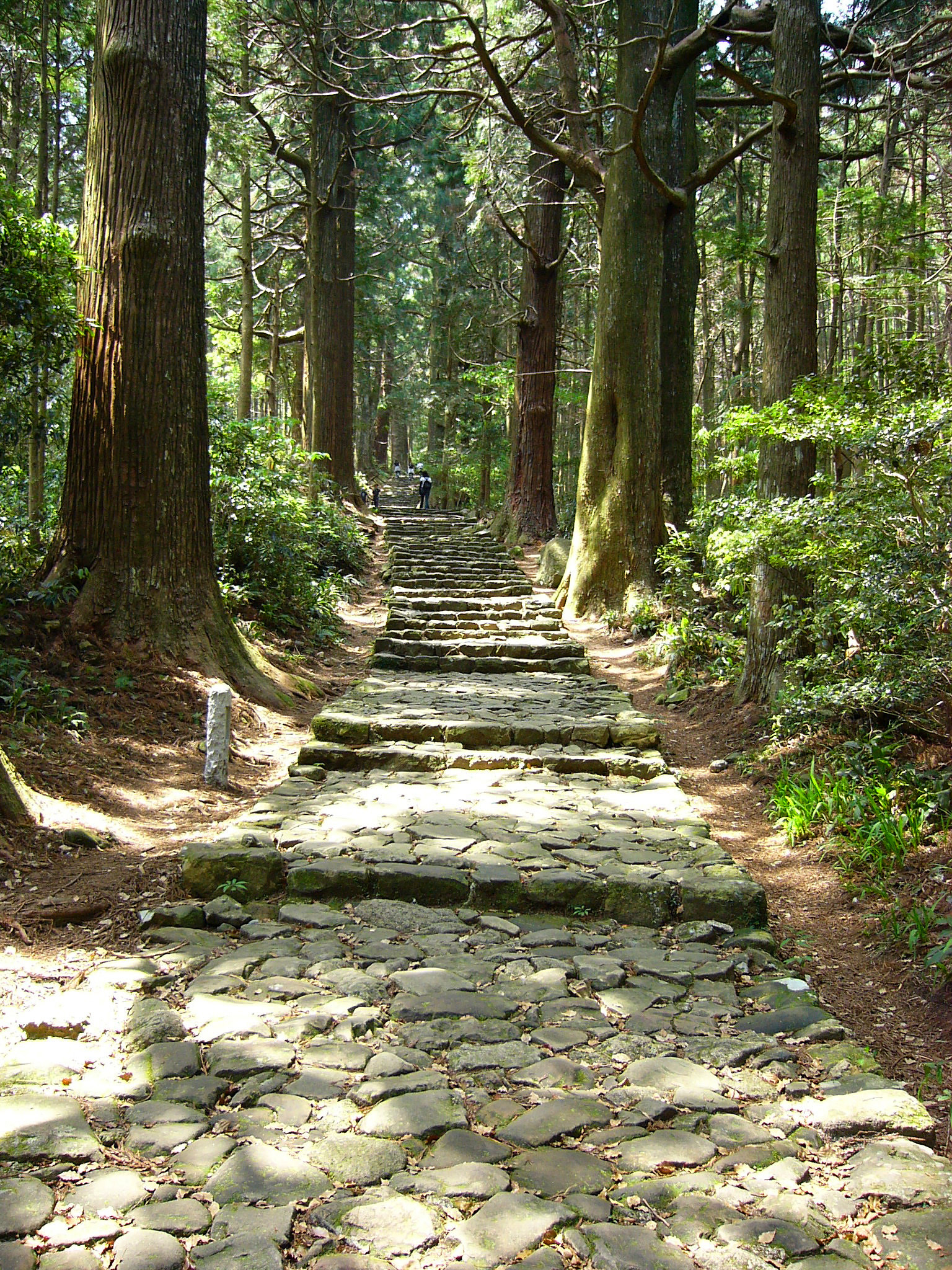
Даймондзака
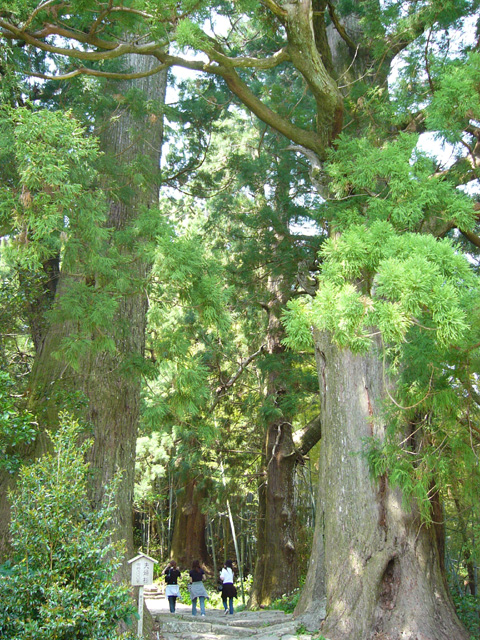
Даймондзака

## Символика
Эмблема префектуры была выбрана 26 апреля 1969 года, а флаг — 7 августа 1969 года. Эмблема представляет собой стилизованный символ катаканы «ва» (яп. ワ).
Цветком префектуры выбрали цветы сливы японской, деревом — Quercus phillyraeoides, птицей — японскую белоглазку, а рыбой — тунца.

## Экономика
Японский абрикос, одно из самых известных фруктовых деревьев Японии, в основном выращивается в префектуре Вакаяма и составляет 64,1% от общего объема производства фруктов в Японии (MAFF 2016).